# Predel (bergspass)
Predel (bulgariska: Предел) är ett bergspass i Bulgarien.   Det ligger i regionen Blagoevgrad, i den sydvästra delen av landet, 90 km söder om huvudstaden Sofia. Predel ligger 1 126 meter över havet.
Terrängen runt Predel är bergig åt sydväst, men åt nordost är den kuperad. Närmaste större samhälle är Razlog, 11,1 km öster om Predel.
I omgivningarna runt Predel växer i huvudsak blandskog. Runt Predel är det ganska tätbefolkat, med 56 invånare per kvadratkilometer.